# 芬特斯多普
芬特斯多普（Ventersdorp）是南非的城鎮，位於該國東北部，由西北省負責管轄，始建於1866年，面積7.25平方公里，2001年人口3,212，人口密度每平方公里約440人。